# Macronychia lemariei
Macronychia lemariei är en tvåvingeart som beskrevs av Jacentkovsky 1941. Macronychia lemariei ingår i släktet Macronychia och familjen köttflugor.
Artens utbredningsområde är Tjeckien. Inga underarter finns listade i Catalogue of Life.